# Xi Cassiopeiae
Désignations
Xi Cassiopeiae (ξ Cassiopeiae / ξ Cas) est une étoile binaire de la constellation boréale de Cassiopée. Elle est visible à l'œil nu avec une magnitude apparente de 4,81. Elle est située à approximativement 1 400 années-lumière de la Terre.

## Environnement stellaire
Le système de Xi Cassiopeiae présente une parallaxe annuelle de 2,28 mas telle que mesurée par le satellite Hipparcos, ce qui permet d'en déduire qu'il est distant d'approximativement ∼ 1 400 a.l. (∼ 429 pc) de la Terre. À cette distance, sa magnitude visuelle est diminuée de 0,20 en raison du facteur d'extinction créé par la poussière interstellaire présente sur le trajet de sa lumière. Le système se rapproche du Système solaire à une vitesse radiale d'environ −11 km/s.

## Propriétés
Xi Cassiopeiae est une binaire spectroscopique à raies simples avec une période orbitale de 940,2 jours et une excentricité de 0,4, dont l'âge est de 19 millions d'années. Sa composante visible est une étoile bleu-blanc de la séquence principale de type spectral B2,5 V. Sa masse est estimée être 10,1 fois supérieure à celle du Soleil et son rayon est environ 4,5 fois plus grand que le rayon solaire. Elle tourne rapidement sur elle-même à une vitesse de rotation projetée de 139 km/s. L'étoile est près de 2 900 fois plus lumineuse que le Soleil et sa température de surface est de 15 585 K. Elle est notée comme une variable suspectée, dont la magnitude a été observée varier entre 4,77 et 4,81.